# Plovdiv (provins)
Plovdiv er en af de 28 provinser i Bulgarien, beliggende i den central-sydlige del af landet, grænsende op til otte andre af landets provinser, blandt andet Stara Zagora og Sofia. Provinsen har et areal på 5.973 kvadratkilometer. Indbyggertallet er (pr. 2009) på 754.759, hvilket gør Plovdiv til den næstmest folkerige provins, kun overgået af Sofias by-provins.Folketællingen 7. september 2021 viste et indbyggertal på 634.497 i provinsen. Klik på referencen i indledningen til artiklen om Bulgarien for resultat af folketælling.
Plovdivs hovedstad er byen Plovdiv, der med sine ca. 350.000 indbyggere også er provinsens største by, og landets næststørste. Af andre store byer kan nævnes Asenovgrad (ca. 56.000 indbyggere) og Karlovo (ca. 28.000 indbyggere).